# Diego Rísquez
Diego Risquez, né le 15 décembre 1949 à Juan Griego (île de Margarita) et mort le 13 janvier 2018 à Caracas, est un cinéaste vénézuélien, auteur d'une œuvre originale marquée par une esthétique d'avant-garde.
Plusieurs de ses films (Bolivar, Sinfonia Tropical, Orinoko – Nuevo Mundo, Amerika, Terra Incognita), qui interrogent l'histoire du Venezuela, ont été présentés à la Quinzaine des réalisateurs du Festival de Cannes.

## Filmographie
- El malquerido (2015)
- Reverón (2011)
- Francisco de Miranda (2006)
- Manuela Sáenz (La libératrice du libérateur) (2000)
- Karibe con tempo  (1994)
- Amérika, terra incógnita  (1988)
- Orinoko, nuevo mundo (1984)
- Bolívar, sinfonía tropikal (1981)
- A proposito del hombre (1979)
- A proposito de la luz tropical (1978)
- Poema para ser leido bajo el agua (1977)
- A propósito de Simon Bolivar (1976)